# Neminem captivabimus
Neminem captivabimus es un término legal en el derecho polaco y lituano que expone de forma breve la frase neminem captivabimus nisi iure victum (latín, "No arrestaremos a nadie sin un veredicto judicial"), una variante de la latina habeas corpus.

## Contexto
En la Corona del Reino de Polonia y en la Mancomunidad Polaco-Lituana, fue uno de los privilegios de la alta nobleza (szlachta), obligando a que el rey no podía castigar ni encarcelar a ningún miembro de la szlachta sin un veredicto judicial efectivo. Su propósito último era liberar a alguien que había sido arrestado ilegalmente. Neminem captivabimus no tenía nada que ver con que si el prisionero era culpable o no, sino solo con si se había observado el debido proceso.
La norma fue introducida por el rey Vladislao III Jagellón en las llamadas leyes de Jedlnia (1430) y Cracovia (1433) y permaneció en uso hasta las Particiones de Polonia (1772–1795). Las referidas leyes garantizaban que no se detendría o se confiscaría a ningún szlachta propiedad alguna sin el veredicto judicial.
El Gran Sejm o Sejm de los Cuatro Años (1791) decidió que se ampliara el privilegio a los habitantes de ciudades reales que fueran dueños de bienes inmuebles, incluidos los judíos polacos. 